# Schwarzer Tee

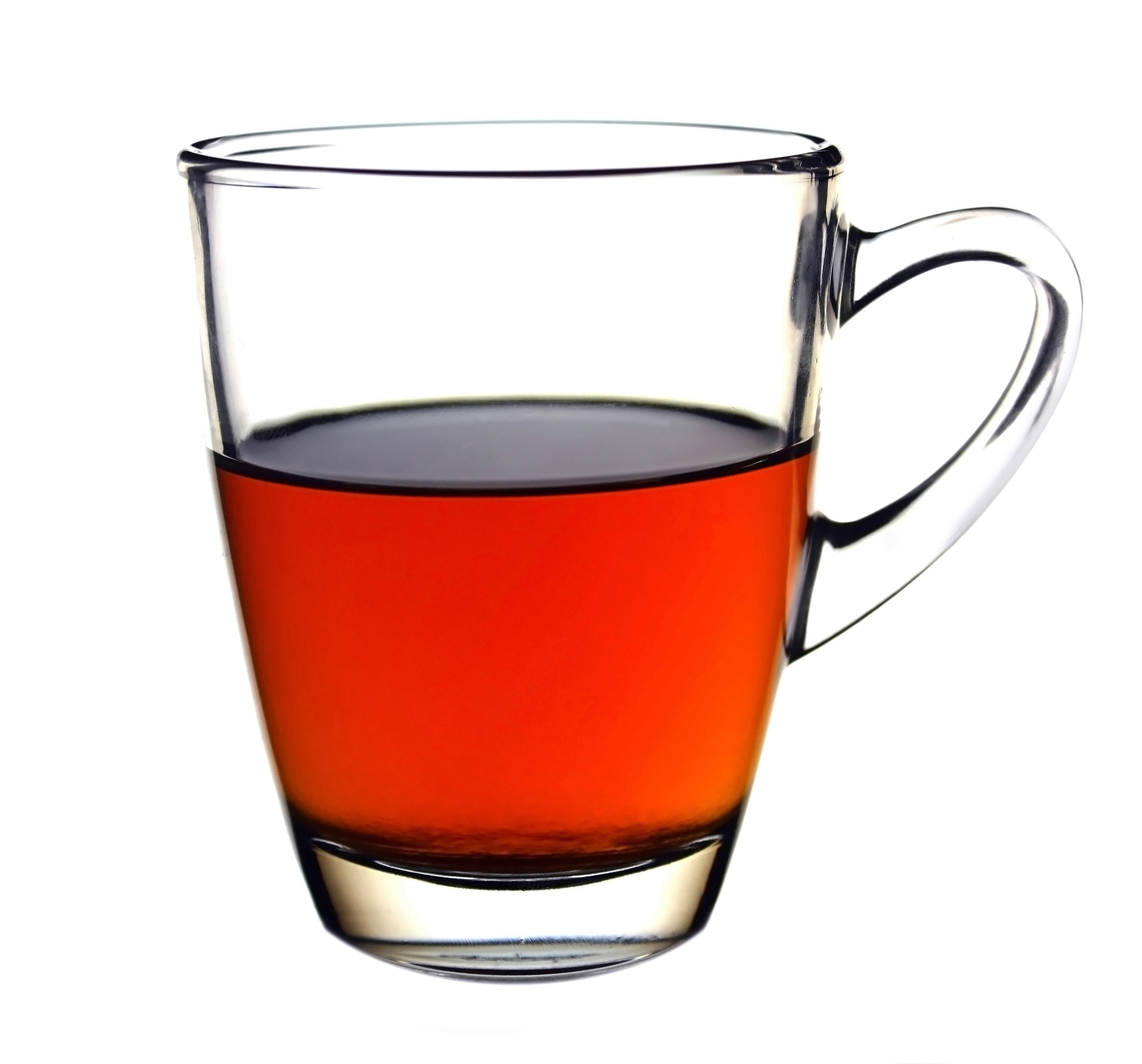
Eine Tasse Schwarztee

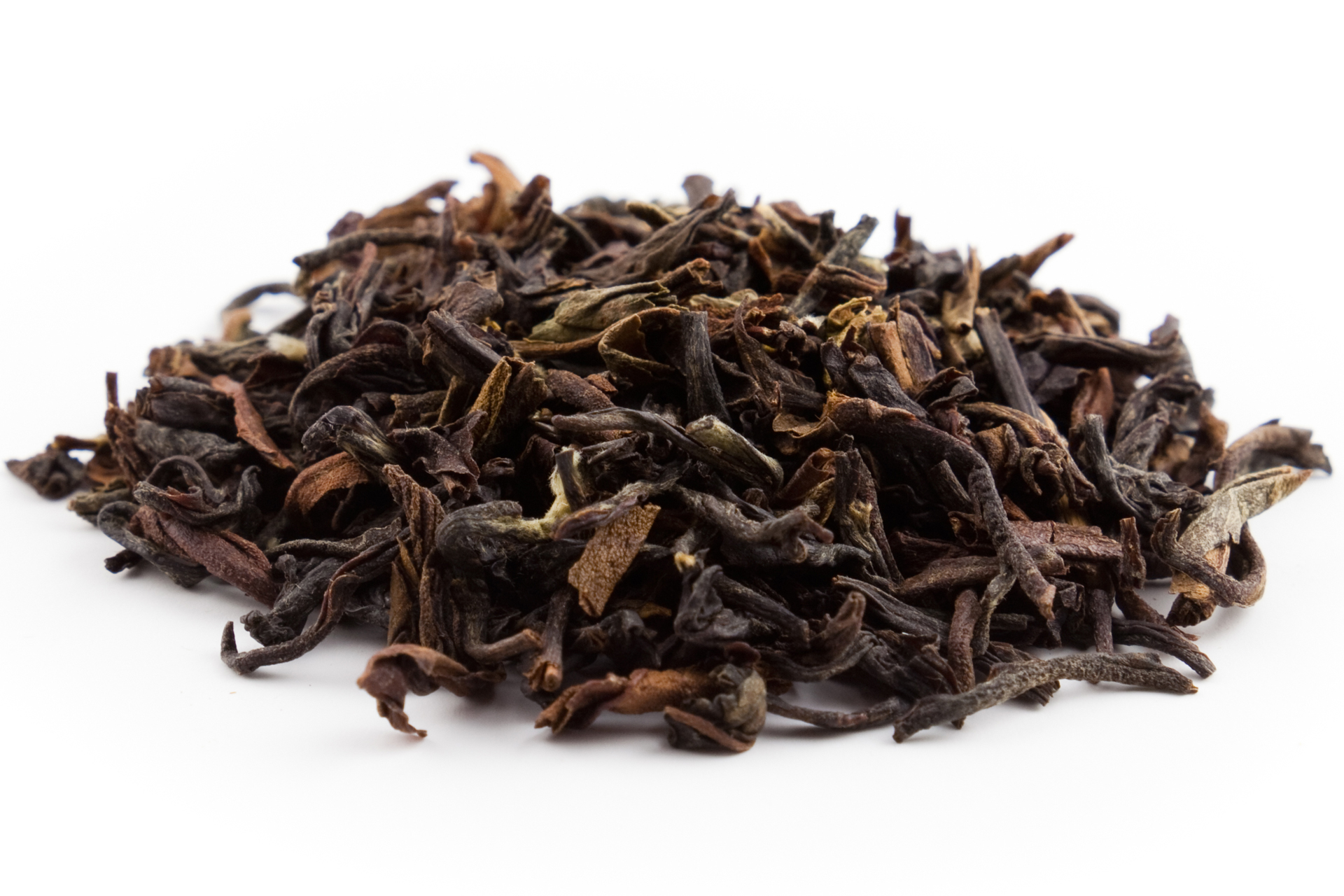
Loser schwarzer Darjeeling Tee

Schwarzer Tee, in Ostasien als „roter Tee“ (chinesisch 紅茶 / 红茶 hóngchá, japanisch 紅茶 kōcha) bezeichnet, ist eine Variante, Tee herzustellen. Die Teeblätter der Teepflanze werden dafür im Unterschied zum grünen Tee oxidiert und fermentiert.

## Herstellung

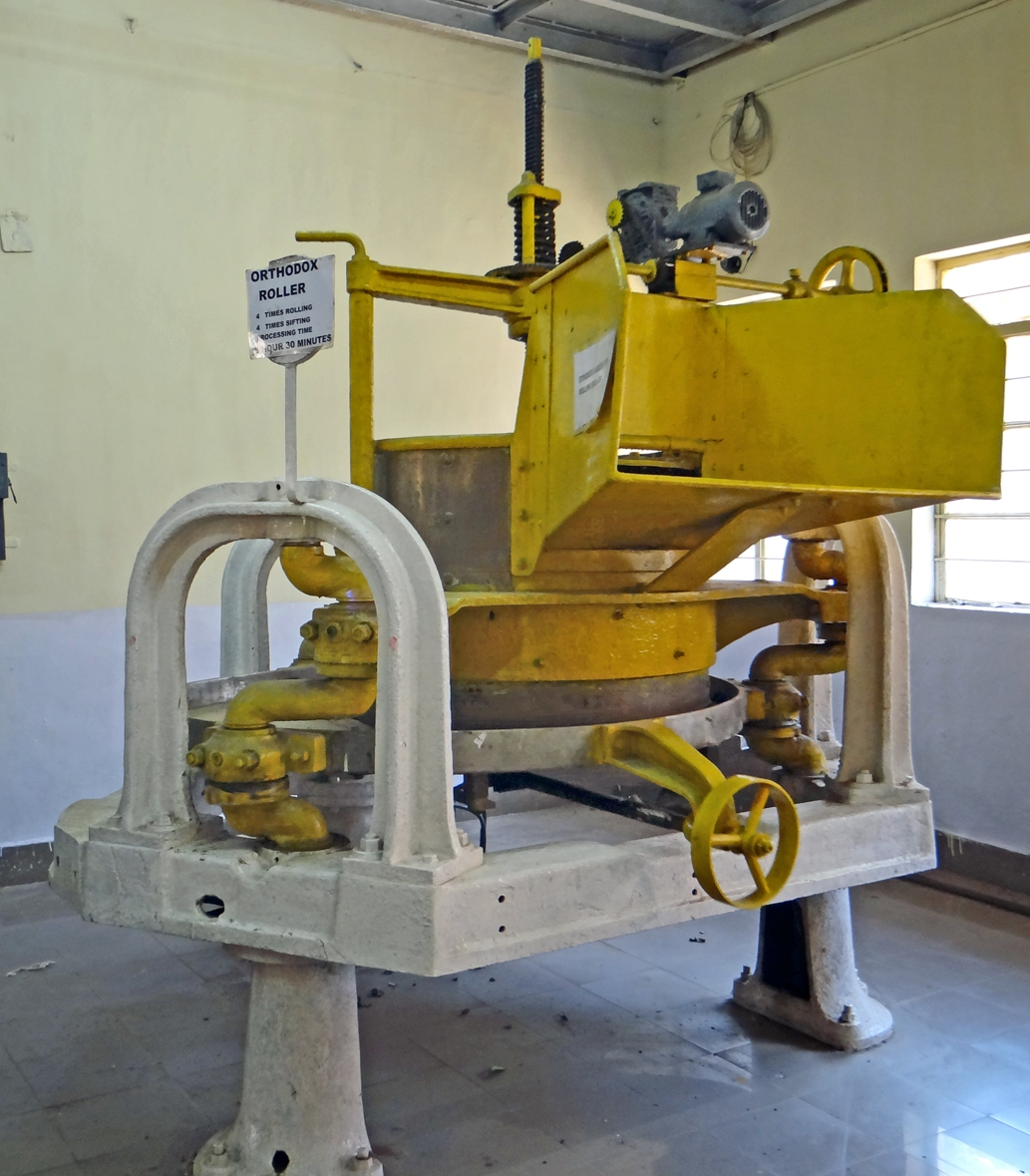
Rollmaschine im Teemuseum in Munnar (Indien). Die Teeblätter werden in den Trichter gegeben und gelangen von dort zwischen zwei gegeneinander rotierende Metallscheiben.

Nach dem Pflücken werden die frischen Teeblätter beim Welken in Weidenkörben oder Welktrögen gut belüftet. Anschließend werden sie gerollt, um ätherische Öle freizusetzen und die Zellwände aufzubrechen. Das Rollen erfolgt traditionell mit Maschinen, in denen die gewelkten Teeblätter zwischen rotierende Scheiben gelegt werden, die für das Aufbrechen der Zellwände sorgen, ohne die Teeblätter komplett zu zerstören. Dieser Vorgang ist etwa mit dem Reiben der Blätter zwischen den Händen zu vergleichen. Bei der folgenden Fermentation an feuchtwarmer Luft entfalten sich die Öle, und das typische Aroma entsteht. Die Temperatur sollte konstant bei 30 °C liegen, da sonst die Teeblätter entweder einen verbrannten Geschmack annehmen oder die Fermentation abgebrochen wird. Sobald die Blätter eine kupferrote Farbe und einen typischen Geruch angenommen haben, kann die Fermentation beendet werden. Danach werden die Blätter etwa 20 Minuten bei 85 °C getrocknet, um die Inhaltsstoffe und den Geschmack zu konservieren. Zuletzt sortiert eine Maschine die fertigen, dunklen Teeblätter nach ihrer Größe und trennt sie in Blatt-Tees, Broken-Teas, Fannings und Dust. Die gesamte Dauer vom Welken bis zum Trocknen kann je nach Art des Tees und der eingesetzten Maschinen zehn Stunden bis über einen Tag dauern. Bei dieser Prozedur verlieren die Blätter einen Großteil der enthaltenen Catechine, welche im Zuge einer Oxidation zu Theaflavinen reagieren. Die gesundheitsfördernde Wirkung des grünen Tees wird ebendiesen Catechinen zugesprochen, neuere Studien zeigen ähnliche (und ergänzende) Wirkungen aber auch bei den im Schwarztee enthaltenen Theaflavinen.

## Teegrade
Es existieren vier Grade des Schwarztees
1. Grad: Blatttees
2. Grad: Broken (gebrochene Blätter)
3. Grad: Fannings
4. Grad: Dust („Teestaub“)

## Geschichte
Lange Zeit wurde in Europa nur grüner Tee getrunken, der vor allem von Holländern aus China importiert wurde. Die Briten waren schnell von dem neuen Getränk begeistert und stiegen ebenfalls in den Handel ein, der über die Britische Ostindien-Kompanie (British East India Company) lief. Man versuchte von China, wegen des Opiumkriegs um 1840, unabhängig zu werden. Nach erfolgreichen Testpflanzungen in Indien errichteten die Briten in vielen Kolonien wie Indien, Sri Lanka und Afrika Teeplantagen. Im Gegensatz zu China wurde hier vornehmlich schwarzer Tee produziert, einerseits um sich von China zu unterscheiden, andererseits wegen des europäischen Geschmacks. Nach Deutschland kam schwarzer Tee dann Ende des 19. Jahrhunderts. Heute wird in der westlichen Welt überwiegend schwarzer Tee getrunken, wobei sich die Trinkgewohnheiten von Land zu Land unterscheiden.

## Anbauregionen und Sorten

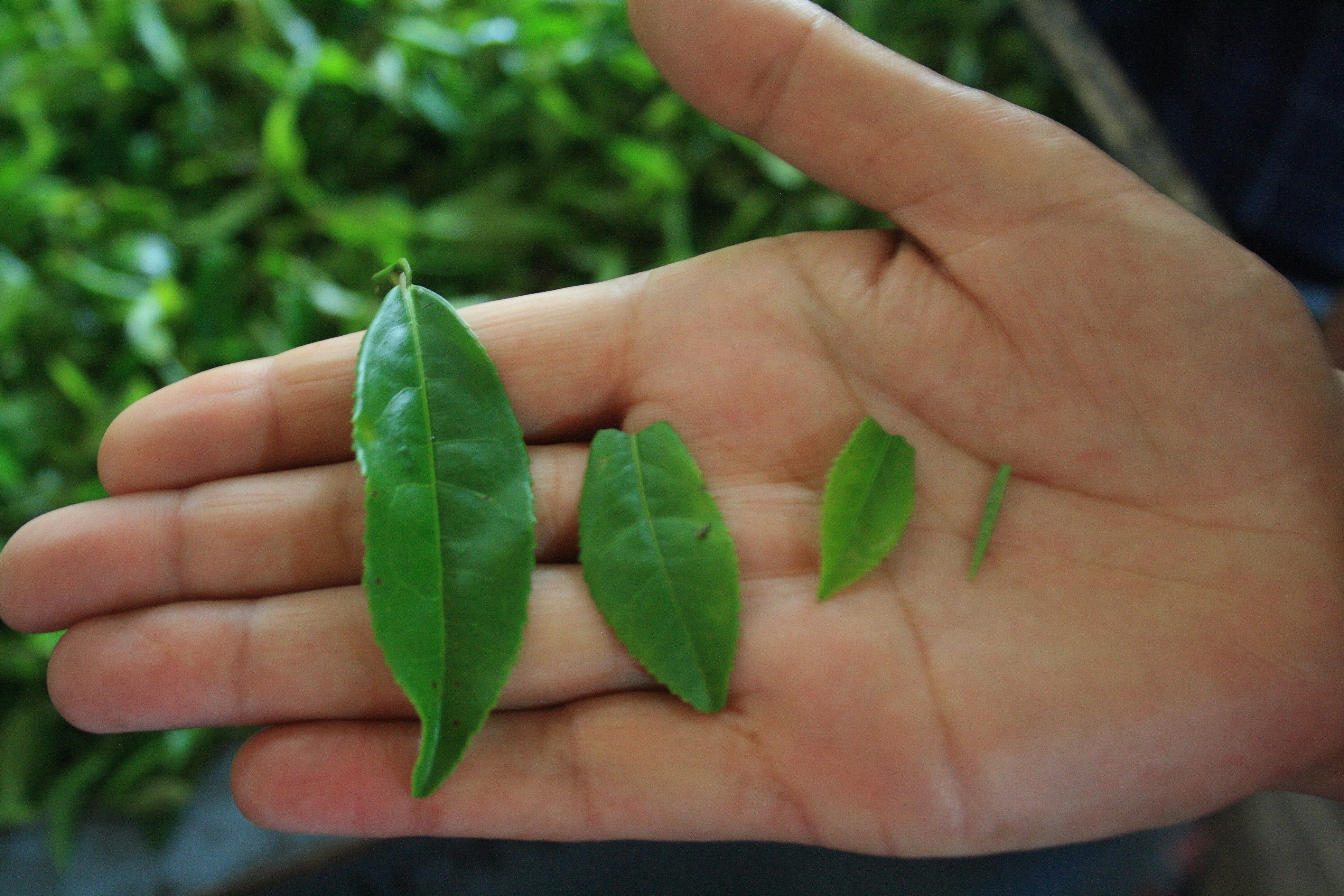
Frische Teeblätter unterschiedlicher Größe. Je kleiner die Blätter, desto höher wird der Preis pro Gramm.

Schwarzer Tee wird in den meisten bekannten Teeanbauländern hergestellt. Je nach Kultur und Geschichte überwiegt der Anbau von entweder schwarzem oder grünem Tee. Indien, Sri Lanka, afrikanische und südamerikanische Länder stellen hauptsächlich schwarzen Tee her, wohingegen China und Japan überwiegend grünen Tee herstellen.

### China
China hat eine jahrtausendealte Teetradition. In China wird heute überwiegend grüner Tee geerntet, doch gibt es auch Zentren, die sich auf die Verarbeitung von schwarzem Tee spezialisiert haben. Fast alle Tees aus China stammen von Chinasaat-Pflanzen. Die Provinz Yunnan im Südwesten Chinas ist bekannt sowohl für schwarzen Tee als auch für die regionale Spezialität Pu-Erh-Tee. Der Tee aus Yunnan ist von einem eigenen Aroma, kaum bitter und von rötlich-goldener Farbe, was auch schon sein chinesischer Name verrät: „hongcha“, wörtlich „roter Tee“. Keemun gilt als der beste chinesische Schwarztee. Er wird in der ostchinesischen Provinz Anhui produziert. Gute Pflückungen werden unter dem Namen Keemun Imperial oder Keemun Finest verkauft, einfachere Qualitäten heißen oft Keemun Congou. Die südchinesische Provinz Fujian ist der Mittelpunkt der chinesischen Teeproduktion. Der hier geerntete Schwarztee heißt „Lapsang Souchong“, ist rötlich und hat ein rauchiges Aroma. Manche chinesischen Teesorten werden über offenem Feuer getrocknet und nehmen von dort Raucharomen auf.

### Indien

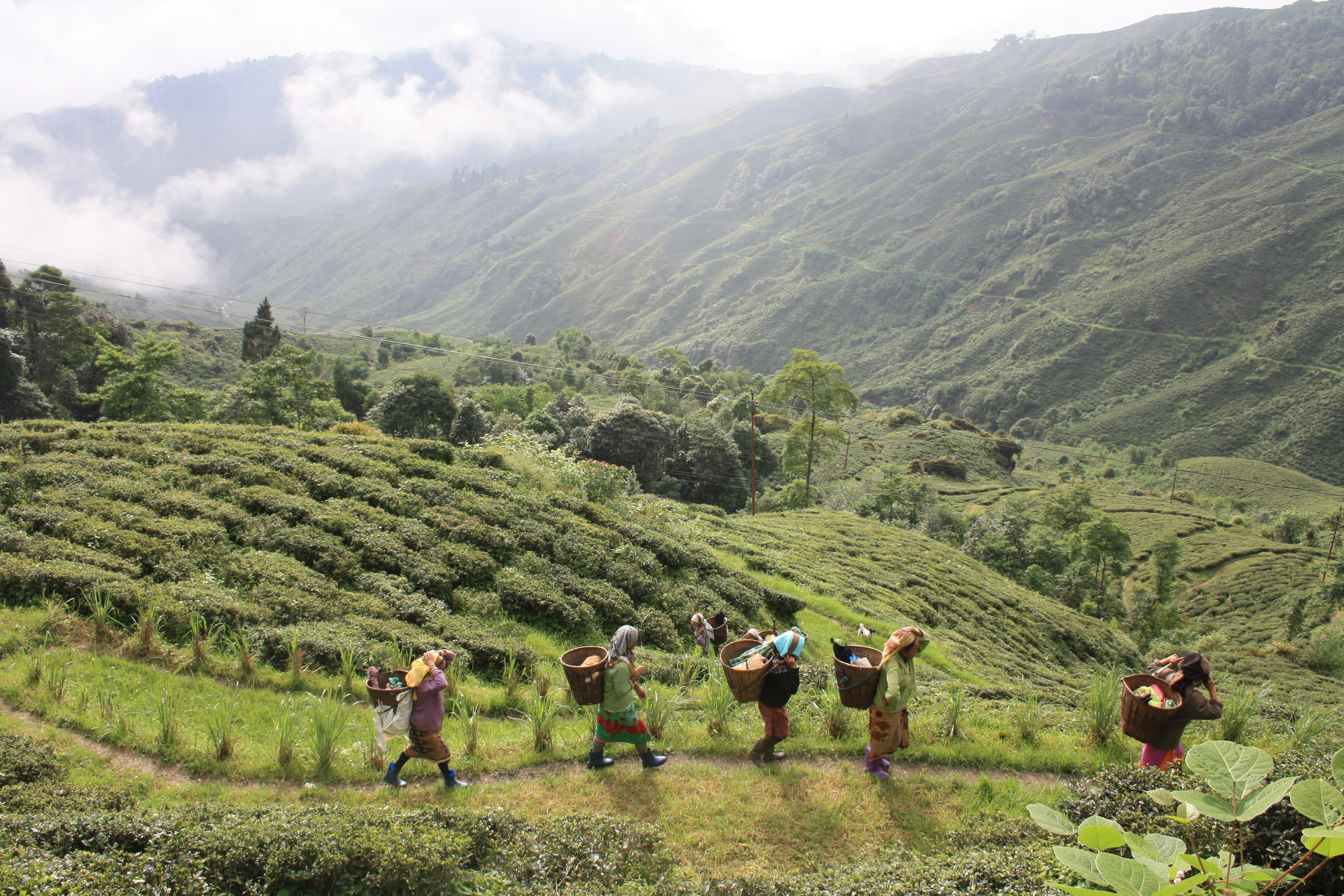
Teeernte in Darjeeling

Der Teeanbau in Indien gilt als der weltweit bedeutendste. Die verschiedenen Anbaugebiete haben unterschiedliche Höhenlagen und Klimata. Die Pflanzen haben ebenfalls unterschiedliche Genetik, es gibt sowohl Assamsaat, als auch Chinasaat, als auch Hybridpflanzen verschiedener Sorten in unterschiedlichen Anteilen. Die produzierten Tees der verschiedenen Regionen haben entsprechend sehr unterschiedliche Charakteristiken. In Indien wird ein kräftiger Tee zusammen mit verschiedenen Gewürzen, Zucker und Milch als Masala Chai serviert. In Indien muss man nach verbreiteter Ansicht täglich mindestens ein Glas davon trinken, um gesund zu bleiben.
Assam
Assam ist ein Bundesstaat im Nordosten Indiens und das größte zusammenliegende Teeanbaugebiet der Welt. Das tropische, feuchte Klima eignet sich gut für den Teeanbau. Hier fand man 1823 einheimische Teepflanzen, die Camellia assamica. Assamtee wird auch heute ausschließlich aus dieser Pflanze gemacht. Assam wird zum größten Teil mit Maschinen geerntet und ist deswegen meistens vergleichsweise preiswert. Er ist kräftig im Geschmack, ergiebig und wird daher für englische und ostfriesische Teemischungen bevorzugt. Assamtee reagiert mehr als andere Sorten mit dem Kalk im Wasser und bildet dabei braune Niederschläge. Er entfaltet seine Qualität am besten in weichem (kalkarmem) Wasser.
Darjeeling
Die Stadt im nordostindischen Bundesstaat Westbengalen liegt an den Ausläufern des Himalaya und hat ein mildes, subtropisches Klima. Die Pflanzen wachsen auf einer Höhe von 800 bis 2000 Metern, wobei die besten Tees meist aus den hochgelegenen Teegärten kommen. Der gesamte Anbau ist sehr schwierig aufgrund der Hangneigung; außerdem sind für ein Kilogramm Darjeeling First Flush 12.000 Blätter nötig. Für ein Kilogramm Assam werden nur etwa 4000 Blätter benötigt. Darjeeling Tees sind zum größten Teil feine, leichte Tees von heller Farbe mit einem charakteristischen Aroma und relativ teuer. Billige Darjeelings ohne Angabe des Teegartens werden häufig mit neutralen Tees aus anderen Regionen gestreckt.
Sikkim
Sikkim ist ein Bundesstaat direkt nördlich von Darjeeling. Es gibt nur einen einzigen Teegarten namens Temi. Der Tee ist dem Darjeeling ähnlich, schmeckt jedoch etwas kräftiger.
Südindien
Im Süden Indiens kann durch das tropische Klima das ganze Jahr über geerntet werden. Angebaut wird in den Bundesstaaten Karnataka, Kerala und Tamil Nadu auf einer Höhe von 800 bis 2000 Metern. Der bekannteste südindische Tee ist der Nilgiri und kommt aus den Nilgiri-Bergen in Tamil Nadu. Dieser Tee ähnelt geschmacklich dem Ceylon.

### Nordindien
Tees aus Nordindien werden selten unter ihren eigentlichen Herkunftsgebieten gehandelt. Häufig werden diese Tees Bestandteile von „indischen“ Teemischungen. Tees aus der Region werden auch genommen, um Darjeeling zu strecken.

### Nepal
Die Teegärten Nepals liegen im östlichsten Distrikt des Landes, Ilam, das an Darjeeling grenzt. Der erste Teegarten eröffnete 1863, heute wird noch viel von Privatbauern geerntet.

### Sri Lanka
In Sri Lanka, dessen Tee nach wie vor unter dem Namen Ceylon verkauft wird, gibt es drei Anbaugebiete. Die Pflanzen wachsen auf Höhen zwischen 1500 und 2200 Metern, wobei die höheren Lagen bevorzugt werden. 90 % der Ernte ist Broken Tea; insgesamt ist Sri Lanka der viertgrößte Teeproduzent mit 302.000 Tonnen im Jahr 2021, wovon der Großteil exportiert wird. Der schottische Teepflanzer James Taylor (1835–1892) brachte den Tee nach Sri Lanka, nachdem die vorhandenen Kaffeeplantagen zerstört worden waren. Schwarzer Tee aus Sri Lanka schmeckt sehr kräftig, da der Tee aus der Camellia assamica oder ihren Hybriden gewonnen wird.

### Bangladesch
Die Teegärten in Bangladesch liegen im Tiefland unter einem heißen Klima. Die dort produzierten Tees haben niedere bis mittlere Qualität und werden zum allergrößten Teil im Land selbst konsumiert. Zur Kolonialzeit waren die Tees des Landes weit bekannt und wurden nach England exportiert. Trotz bedeutender Erntemenge spielt heute Bangladesch im internationalen Teehandel nur noch eine unbedeutende Rolle und ist Nettoimporteur von Tee. Teearbeiter werden in Bangladesch noch schlechter bezahlt, als in anderen Ländern, und gehören zur niedrigsten Einkommensgruppe.

### Taiwan
Die Tees des Landes werden unter der Bezeichnung der Insel Formosa international vermarktet. Die meisten Tees sind Oolong-Tees, darunter auch Spitzenqualitäten, für die die Insel berühmt ist.

### Vietnam
Vietnam hat eine jahrhundertealte Teekultur. Seit Vietnam ein Abkommen mit der Europäischen Union abgeschlossen hat und der Handel erleichtert ist, kommt vermehrt vietnamesischer Tee, teils mit gutem bis sehr gutem Preis-Leistungs-Verhältnis, auf den europäischen Markt und wird in Asien-Märkten gehandelt. Vietnam hat eine reiche und vielfältige Teekultur und produziert Tees in den unterschiedlichsten Qualitäten, Anbau- und Verarbeitungsmethoden. Vietnamesische Tees kommen als grüner, schwarzer, Jasmin- und Oolongtee auf den Markt, darunter preiswerte Massentees, aber auch Teeziegel, hochwertige Teespezialitäten und fair gehandelte Produkte.

### Südostasien
In vielen weiteren Ländern Südostasiens wie Laos, Thailand, Indonesien, Malaysia, Myanmar, Südkorea, Papua-Neuguinea etc. wird Tee produziert, oft für den einheimischen Markt. Auf den europäischen Markt kommen diese Tees fast nur in Mischungen und in Teebeuteln, ohne dass die Herkunft ausgewiesen wird.

### Türkei
Die Türkei ist ein bedeutender Teeproduzent und zugleich eines der wichtigsten Abnehmerländer für Tee. Im Nordosten des Landes am Schwarzen Meer und im Kaçkar-Gebirge gibt es Teeplantagen. Anbaugebiete liegen bei Rize, Trabzon und Artvin. Ungefähr die Hälfte der Produktion wird in der Türkei verbraucht, ein Teil der türkischen Importe z. B. aus Sri Lanka und Indien geht unter türkischen Handelsnamen wieder in den Export.

### Georgien
Die georgische Teeproduktion geht bis zur Mitte des 19. Jahrhunderts zurück. In Georgien wurden erstmals eine Reihe von Hybriden aus Camellia sinensis und Camellia sinensis var. assamica mit neuen Eigenschaften gezüchtet. Der Tee fand in dieser Zeit Gefallen beim russischen Publikum und im letzten Viertel des 19. Jahrhunderts wurde georgischer Tee in Russland und Europa in größeren Mengen verkauft. Georgien produzierte Tees für die Verwendung im Samowar. Westgeorgien war in sowjetischer Zeit eines der wichtigsten Anbaugebiete für die gesamte Sowjetunion. In den Achtzigerjahren des 20. Jahrhunderts war Georgien mit ungefähr 130.000 Tonnen jährlich der fünftgrößte Teeproduzent nach Indien, China, Japan und Sri-Lanka. Mit dem Ende der Sowjetunion und mit dem Kaukasuskrieg 2008 zwischen Russland und Georgien brach dieser Markt fast vollständig zusammen. Ein großer Teil der Plantagen wurde aufgegeben. Seither gibt es wieder einen bedeutsamen georgischen Teeproduzenten Gurieli bei Sugdidi, der für den georgischen Markt produziert. Abnehmer gibt es außerdem wieder in der Russischen Föderation, Aserbaidschan, Ukraine und Kasachstan. In Europa ist georgischer Tee ein Nischenprodukt und wird nur angeboten von spezialisierten Händlern.

### Russische Föderation
Es gibt eine kleine Produktion an der Schwarzmeerküste bei Sotschi. Dieses ist zugleich das am weitesten nördlich gelegene größere Teeanbaugebiet.

### Aserbaidschan
Aserbaidschan produziert einfache bis mittlere Teequalitäten im unteren Preissegment und Samowartees für den einheimischen Markt und für die angrenzenden Nachbarländer, Russland und die ehemaligen Sowjetstaaten. In kleinen Mengen kommt aserbaidschanischer Tee auch auf den europäischen Markt. Teilweise wird der Tee nach Art von Earl Grey mit Bergamotte versetzt angeboten oder mit Thymian kombiniert.

### Iran
Im Ausland wird iranischer Tee als persischer Tee vermarktet. In der Provinz Gilan, im feuchten Norden des Iran, nahe dem Kaspischen Meer wird neben Bambus und Reis sowohl schwarzer als auch grüner Tee angebaut. Hauptort des Teeanbaus ist Lāhidschān. Aufgrund von Handelsbeschränkungen und politischen Hemmnissen kommen diese Tees trotz ansprechender Qualität selten nach Europa.

### Kenia und übriges Afrika
Die afrikanische Produktion gewinnt zunehmend an Bedeutung, ist jedoch beim Verbraucher kaum im Blickfeld. Die überwiegende Trockenheit und Hitze in weiten Teilen Afrikas erschweren das Wachstum der Pflanzen. In einigen klimatisch günstigen Gebieten wie einigen Hochländern Kenias gibt es jedoch durch Regenzeiten ausreichend Luftfeuchtigkeit. In afrikanischen Anbauländern wie Kenia, Malawi, Kamerun, Kongo, Ruanda, Burundi, Südafrika, Äthiopien, Sambia, Simbabwe und Tansania wird überwiegend schwarzer Tee nach dem CTC-Verfahren geerntet. Angebaut wird erst seit Anfang des 20. Jahrhunderts, wodurch die Fabriken oft moderner ausgestattet sind. Der meiste so produzierte Tee wird im Massenmarkt ohne Herkunftsangabe für Teebeutel und Mischungen verwendet und unter diversen Handelsmarken an den Endverbraucher verkauft. Kenia ist drittgrößter Produzent weltweit mit einer Produktion von etwa 370.000 Tonnen, wovon 95 % exportiert werden. Vereinzelt werden afrikanische Tees als Spezialitäten oder unter Labels für fairen Handel angeboten.

### Südamerika
Die Länder Brasilien, Argentinien, Peru, Bolivien und Ecuador produzieren überwiegend für den nordamerikanischen Markt. Der hauptsächlich schwarze Tee hat einen leicht erdigen Geschmack.

### Europa
Im Nordosten der Portugal zugehörigen Azoren-Insel São Miguel gab es noch während der Blütezeit des dortigen Teeanbaus mehr als 60 Teefabriken, bis in die heutige Zeit haben allerdings nur zwei Fabriken überlebt: die Teefabrik Chá Gorreana und die Fábrica de Chá do Porto Formoso.
In England gibt es Liebhaberanbau in unbedeutenden Mengen. Im englischen Cornwall, in der Nähe der Stadt Truro wuchsen auf dem Tregothnan-Anwesen zu Beginn des 19. Jahrhunderts die ersten Tee-Zierpflanzen Englands. Das Atlantikklima und der Golfstrom bewahren die Region vor Frost. Seit dem Jahr 2006 werden dort Teemischungen vertrieben, die Teeblätter aus eigenem Anbau auf einer Fläche von 10 Hektar (25 Acres) enthalten. Pro Jahr wird etwa eine Tonne Teeblätter geerntet.

### Neuseeland
In Neuseeland wird Oolong-Tee produziert und als Zealong vermarktet.

## Auswirkungen auf die Gesundheit
Dem schwarzen Tee werden viele positive Auswirkungen auf den menschlichen Körper nachgesagt.
Angeblich soll er das Risiko senken, an Prostatakrebs zu erkranken. Dies konnte allerdings nicht einwandfrei bestätigt werden. Genauso wurde vermutet, das Schlaganfallrisiko würde durch Konsum des Tees gesenkt, was in Metaanalysen auch keinen Bestand hatte.
Inwieweit die Ziehzeit in heißem Wasser Einfluss darauf hat, ob der Tee stärker oder weniger stark anregend wirkt, ist umstritten. Bei längeren Ziehzeiten gelangen jedenfalls mehr Gerbstoffe in den Tee, die beruhigend auf den Magen-Darm-Trakt wirken. Ob nun vielleicht durch diese Gerbstoffe auch die Absorption des Coffeins im Darm verringert oder verlangsamt wird, ist jedoch nicht gesichert.